# Kisvárda FC
Kisvárda Futball Club – węgierski klub piłkarski, mający swoją siedzibę w mieście Kisvárda w północno-wschodniej części kraju.

## Historia
Chronologia nazw:
- 1911: Kisvárdai Sport Egyesület (KSE)
- 1936: klub rozwiązano
- 19??: Kisvárdai Vasas SE
- 1948: Kisvárdai Össz-szakszervezeti Sport Egylet - po fuzji z Kisvárdai Munkás SE
- 1949: Kisvárdai Vasas
- 1956: Kisvárdai SE
- 1957: Kisvárdai Vasas
- 26.10.1971: Kisvárdai SE
- 2001: klub rozwiązano
- 20.06.2003: Várda Sport Egyesület (VSE)
- 20.01.2014: Kisvárda-Master Good
- 2016: Kisvárda FC

Klub piłkarski Várda Sport Egyesület został założony w Kisvárda 20 czerwca 2003 roku. Wcześniej w mieście funkcjonował klub Kisvárdai Sport Egyesület, który powstał 8 listopada 1911. W 1936 zespół został rozwiązany. Potem został reaktywowany i nazywał się Kisvárdai Vasas, Kisvárdai Össz-szakszervezeti SE, Kisvárdai SE. 26 października 1971 roku wielu miejskich klubów połączono w jeden klub o nazwie Kisvárdai SE. Zespół występował w niższych ligach krajowych bez wyraźnych sukcesów. W 2001 klub ponownie został rozwiązany.
20 czerwca 2003 klub został reaktywowany jako Várda Sport Egyesület. W sezonie 2003/04 startował w klasie II ligi okręgowej, w 2006 awansował do klasy I ligi okręgowej. W sezonie 2007/08 klub debiutował w trzeciej lidze, ale w 2009 spadł do ligi okręgowej. Po dwóch latach w 2011 wrócił do trzeciej ligi. W sezonie 2011/12 zespół został mistrzem w grupie Tisza NB III, ale zrezygnował z awansu. W następnym sezonie 2012/13 ponownie zdobył mistrzostwo, z powodu reorganizacji tym razem został zmuszony do gry w barażach przeciwko drugoligowego Szeged 2011. Po remisie u siebie i zwycięstwie w gościach klub uzyskał awans do drugiej ligi.
20 stycznia 2014 klub zmienił nazwę i herb. Przywrócono historyczną nazwę dodając sponsora Kisvárda-Master Good, a poprzednio używany czerwony i biały herb został również zastąpiony. Zarząd klubu zdecydował, że zmieni się tylko nazwa dorosłego zespołu, zespoły młodzieżowe nadal będą używać nazwy i herbu Várda SE. Sezon 2013/14 klub zakończył na 14.miejscu i spadł do NB III. W następnym sezonie zwyciężył w grupie wschodniej trzeciej ligi i wrócił do NB II. W sezonie 2015/2016 uplasował się na czwartej pozycji w drugiej lidze. W 2016 skrócił nazwę do Kisvárda FC. W następnym sezonie 2016/17 zajął trzecie miejsce, a w sezonie 2017/18 zdobył wicemistrzostwo II ligi i po raz pierwszy zdobył awans do pierwszej ligi.

## Sukcesy

### Trofea międzynarodowe
Nie uczestniczył w rozgrywkach europejskich (stan na 31-05-2018).

### Trofea krajowe
| \| \| Zdobyte trofea w rozgrywkach Węgier (stan na: 31-05-2023) \| |                                                           |      |          |
| Rozgrywki                                                          | Osiągnięcie                                               | Razy | Sezon(y) |
| Mistrzostwo                                                        | I miejsce                                                 | 0    |          |
| Mistrzostwo                                                        | II miejsce                                                | 1    | 2021/22  |
| Mistrzostwo                                                        | III miejsce                                               | 0    |          |
| Puchar                                                             | zdobywca                                                  | 0    |          |
| Puchar                                                             | finalista                                                 | 0    |          |
| Puchar                                                             | 1/16 finału                                               | 1    | 2017/18  |
| II liga                                                            | I miejsce                                                 | 0    |          |
| II liga                                                            | II miejsce                                                | 1    | 2017/18  |
| II liga                                                            | III miejsce                                               | 1    | 2016/17  |
| Węgry                                                              | Zdobyte trofea w rozgrywkach Węgier (stan na: 31-05-2023) |      |          |

- NB III:
  - mistrz (1x): 2011/12 (gr.Tisza), 2012/13 (gr.Tisza), 2014/15 (gr.wschodnia)
  - wicemistrz (2x): 2007/08 (gr.Tisza)

## Stadion
Klub rozgrywa swoje mecze domowe na stadionie Várkerti Stadion w Kisvárda, który może pomieścić 2850 widzów.

## Piłkarze

### Aktualny skład
Stan na: 20.06.2018
| Nr | Poz. | Piłkarz             |
| -- | ---- | ------------------- |
| 1  | BR   | Felipe              |
| 2  | OB   | Anderson Pico       |
| 3  | OB   | Krisztián Vermes    |
| 7  | PO   | Norbert Heffler     |
| 9  | NA   | Zoltán Horváth      |
| 10 | NA   | Brana Ilić          |
| 11 | PO   | Lucas               |
| 12 | BR   | Tamás Molnár-Farkas |
| 13 | OB   | Mychajło Riaszko    |
| 14 | OB   | Martin Izing        |
| 15 | OB   | Barna Papucsek      |
| 17 | OB   | Sergiu Oltean       |
| 18 | PO   | Bohdan Melnyk       |
| 19 | PO   | Barnabás Vári       |
| 20 | PO   | Gergő Oláh          |

| Nr | Poz. | Piłkarz                       |
| -- | ---- | ----------------------------- |
| 21 | PO   | András Gosztonyi              |
| 27 | OB   | Iwan Weżdel                   |
| 28 | PO   | Matija Misić                  |
| 30 | PO   | Wiktor Hej                    |
| 44 | OB   | Hryhorij Zanko                |
| 87 | NA   | Gergely Délczeg               |
| 88 | NA   | Raymond Lukacs                |
| 95 | BR   | Illés Zöldesi (from Videoton) |
|    | PO   | Marek Strestik                |
|    | OB   | Rados Protic                  |
|    | OB   | Gábor Jánvári                 |
|    | NA   | Sassá                         |
|    | OB   | Temur Parcwanija              |
|    | NA   | Anton Szynder                 |

### Piłkarze na wypożyczeniu
| Nr | Poz. | Piłkarz                                 |
| -- | ---- | --------------------------------------- |
|    | OB   | Robert Molnar (wypożyczony do Szolnoki) |

| Nr | Poz. | Piłkarz                            |
| -- | ---- | ---------------------------------- |
|    | PO   | Jurij Toma (wypożyczony do Cigánd) |

## Europejskie puchary
Legenda do wszystkich tabel:
- Q – runda eliminacyjna, 1/16, 1/8, 1/4, 1/2 – odpowiednia faza rozgrywek, Grupa – runda grupowa, 1r gr – pierwsza runda grupowa, 2r gr – druga runda grupowa, F – finał, R – runda, PO – play-off
- k. – rzuty karne, los. – losowanie, Dogr. – dogrywka, w. – zasada bramek strzelonych na wyjeździe

| Sezon   | Rozgrywki               | Runda | Klub          | Dom | Wyjazd | Ogólnie |
| ------- | ----------------------- | ----- | ------------- | --- | ------ | ------- |
| 2022/23 | Liga Konferencji Europy | 2Q    | Kajrat Ałmaty | 1–0 | 1–0    | 2–0     |
| 2022/23 | Liga Konferencji Europy | 3Q    | Molde         | 2–1 | 0–3    | 2–4     |